# Miszewko Strzałkowskie
Miszewko Strzałkowskie – wieś sołecka w Polsce położona w województwie mazowieckim, w powiecie płockim, w gminie Słupno.
| SIMC    | Nazwa             | Rodzaj    |
| ------- | ----------------- | --------- |
| 0575829 | Miszewko-Plebanka | część wsi |

W latach 1975–1998 miejscowość administracyjnie należała do województwa płockiego.
We wsi znajduje się parafia pw. św. Mikołaja.
Zlokalizowana jest tu także duża baza surowcowa Przedsiębiorstwa Eksploatacji Rurociągów Naftowych.
W 2011 wieś zamieszkiwało 188 osób.